# Route 41 (Ontario)
Pour les articles homonymes, voir Route 41.
La route 41 est une route provinciale de l'Ontario reliant la Route 7 à la Route 148 à Pembroke, en passant entre autres par Eganville. Elle possède une longueur de 160.5 kilomètres.

## Description du Tracé

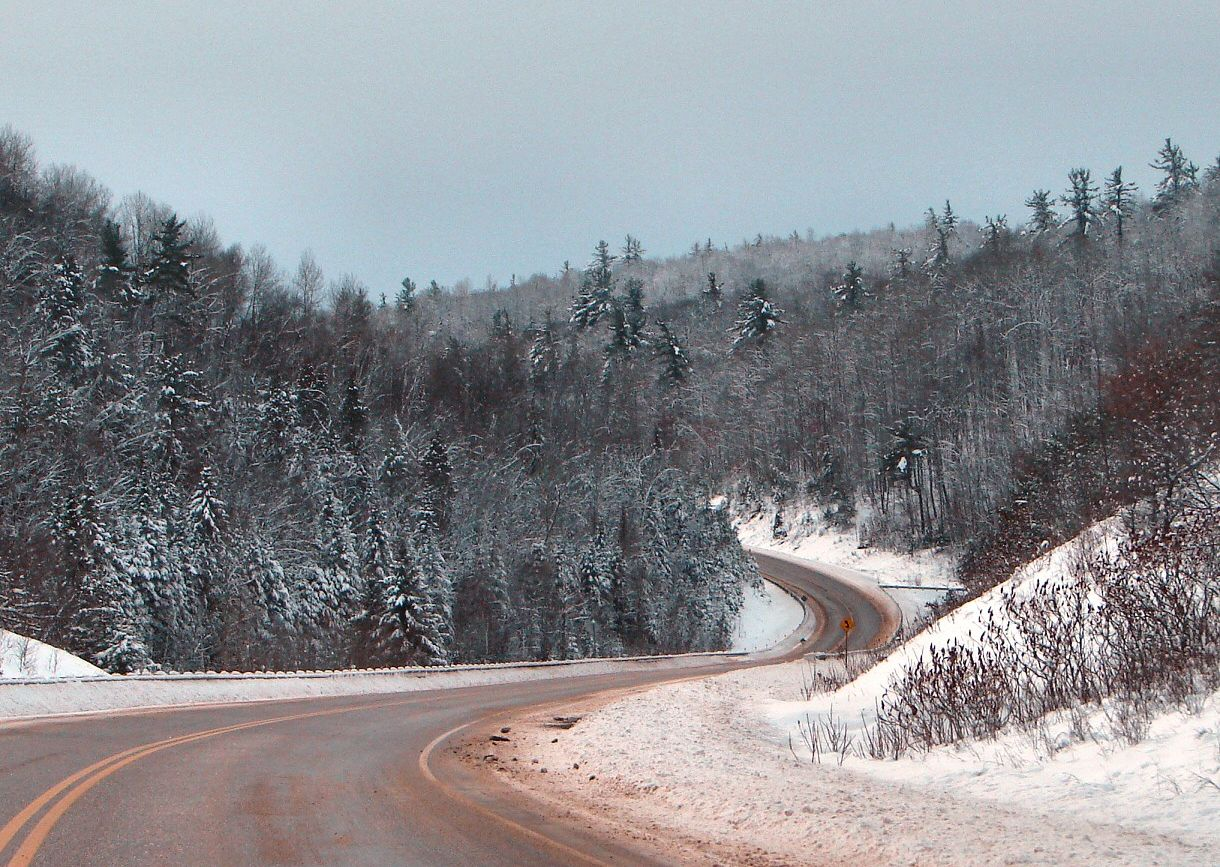
La route 41 peut parfois être dangereuse en hiver dû aux collines et aux tournants fréquents.

La 41 commence sur la Route 7 à Kaladar, 35 kilomètres à l'est de Madoc. Elle commence sa route vers le nord pendant 60 kilomètres en traversant le parc provincial Bon Echo et une région isolée de l'Ontario. À Denbigh, la route 41 croise la Route 28 en direction de Bancroft avant de poursuivre sa roue vers le nord-est jusqu'à Dacre, où elle croise la Route 132 en direction de Renfrew. 15 kilomètres au nord de Dacre, elle passe au travers de la ville d'Eganville, puis elle forme un multiplex avec la Route 60 pendant 4 kilomètres avant de passer à l'est du lac Doré. Environ 20 kilomètres au nord, elle croise la Route 17 (Route Transcanadienne) en direction de North Bay et d'Ottawa. C'est justement à ce point qu'elle fait son entrée dans Pembroke.
La route 41 traverse finalement la ville de Pembroke avant de terminer sa route sur l'extrémité ouest de la Route 148 en direction de l'Isle aux Allumettes, de Shawville (QC) et de Gatineau (QC).